# San Giuda Taddeo delle Suore Carmelitane
San Giuda Taddeo delle Suore Carmelitane, conhecida erroneamente como Cappella di San Giuda Taddeo, é uma igreja conventual localizada na Via Rovereto, no quartiere Trieste de Roma, a oeste da esquina entre a Via Nomentana com a Viale 21 Aprile. É dedicada a São Judas Tadeu.

## História
Esta igreja serve ao convento das Irmãs Carmelitas de Santa Teresa de Florença (em italiano:  Suore carmelitane di Santa Teresa), uma congregação carmelita ativa que se dedica a ajudar crianças e adolescentes de baixa renda e também mães solteiras. Ela foi fundada pela beata Teresa Manetti em 1872. O complexo é conhecido como Piccola Casa di San Giuda foi fundado como uma instituição de caridade privada em 1907 por uma senhora do Tirol chamada Carolina Tozzi. As irmãs assumiram a administração em 1922 e reconstruíram o complexo em 1930, consagrando a igreja no ano seguinte.
Canonicamente, a igreja é uma subsidiária da paróquia de Sant'Agnese fuori le Mura e não uma capela.

## Descrição

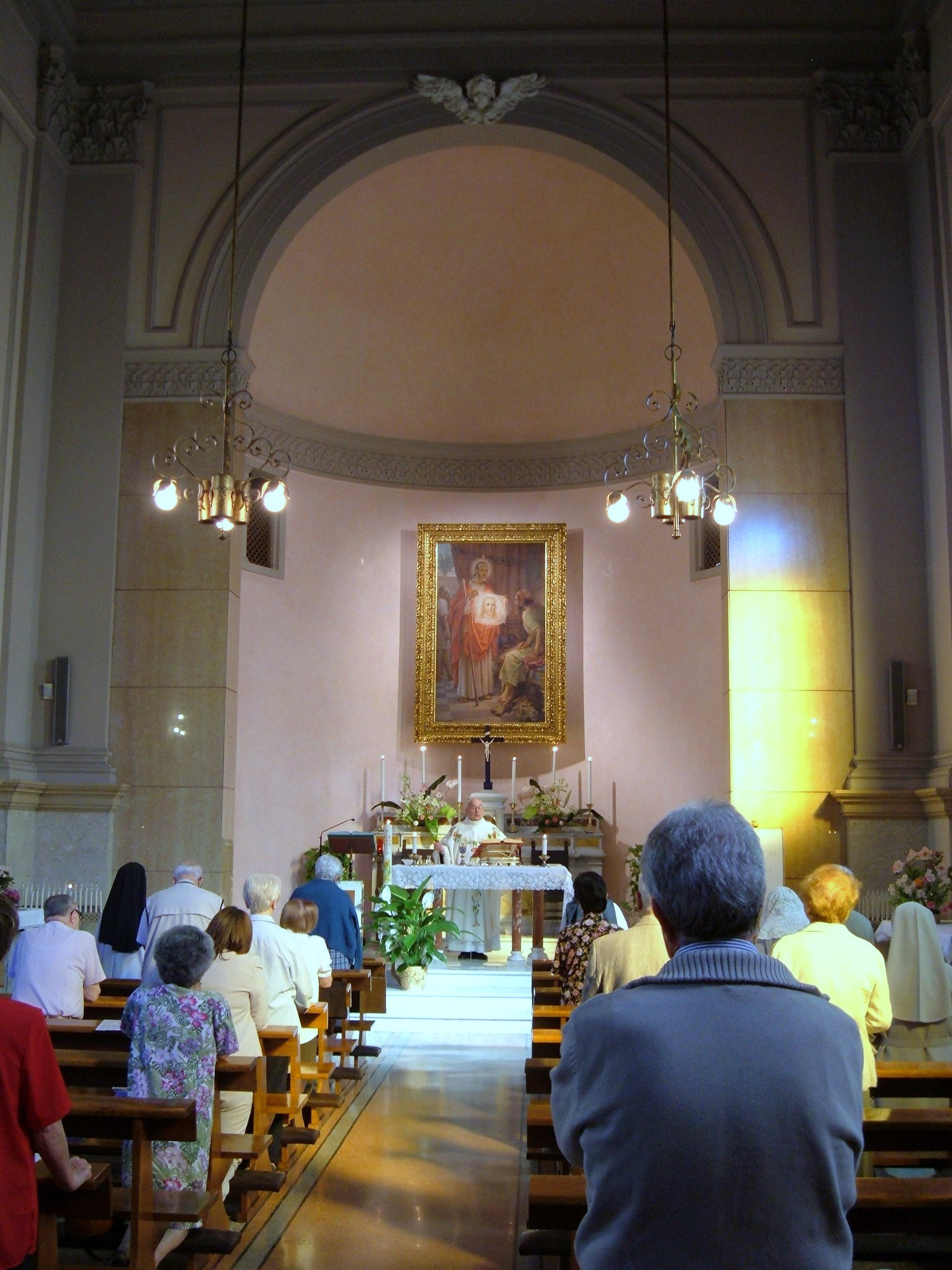
Vista do interior.

### Exterior
Completada em 1931, esta pequena igreja branca de nave única tem um estilo neobarroco, com uma pequena nave ligada, na extremidade do altar-mor, ao edifício do convento, que circunda completamente a abside. A parede da direita se abre em quatro janelas de topo arqueado, cujas molduras continuam lateralmente formando uma cornija. A parede da esquerda tem o mesmo estilo, mas com apenas três janelas por causa do campanário, encostado na estrutura justamente onde a quarta janela ficaria.
Este campanário apresenta alguns detalhes pouco usuais. As aberturas arqueadas para os sinos são cercadas por balaustradas com pilastras e o topo piramidal tem uma pequena persiana em cada face com seu próprio frontão triangular.
A fachada é dominada por um arco semicircular que envolve o portal e cujo interior é recuado; o topo deste arco chega até a arquitrave do entablamento. Este arco é flanqueado por dois pares de pilastras coríntias, com o par mais externo formando os cantos da fachada. Elas suportam um entablamento com uma cornija e um frontão triangular, ambos com dentículos.
Nos cantos da fachada está um par de estátuas, provavelmente os santos carmelitas Santa Teresa de Ávila e São João da Cruz.

### Interior
A nave tem quatro baias e a decoração é simples. Sobre a entrada está uma imagem da fundadora. Sob as duas janelas do fundo estão altares dedicados a Nossa Senhora, abrigando um ícone de Ettore Ballerini, e ao Sagrado Coração. Abaixo das duas mais próximas estão um crucifixo e um retrato de Santo Antônio de Pádua.
O presbitério é uma abside com um arco triunfal e uma concha. Ela é mais estreita que a nave e revestida parcialmente em mármore cor-de-rosa. Ela se abre em duas pequenas janelas retangulares inseridas logo abaixo da cornija, de frente para o convento. A peça de altar é uma pintura de Ettore Ballerini (1940) representando um evento lendário na vida do santo padroeiro da igreja, a cura milagrosa de Abagar, rei de Edessa, utilizando a famosa "Imagem de Edessa" (Mandylion).